# Sigerich nyugati gót király
Sigerich, más írásmóddal Singerich (neve latinul: Sigericus),  (370 k. – 415. augusztus 22.) nyugati gót király, aki egy hétig uralkodott 415 augusztusában.

## Élete
Athaulf halála után megszerezte a hatalmat, és megölette elődje első házasságból származó gyermekeit, második feleségét, Galla Placidiát pedig börtönbe záratta. Sigerichet egy másik gót nemes, Wallia ölte meg, aki a következő király lett.